# Alvikstunneln

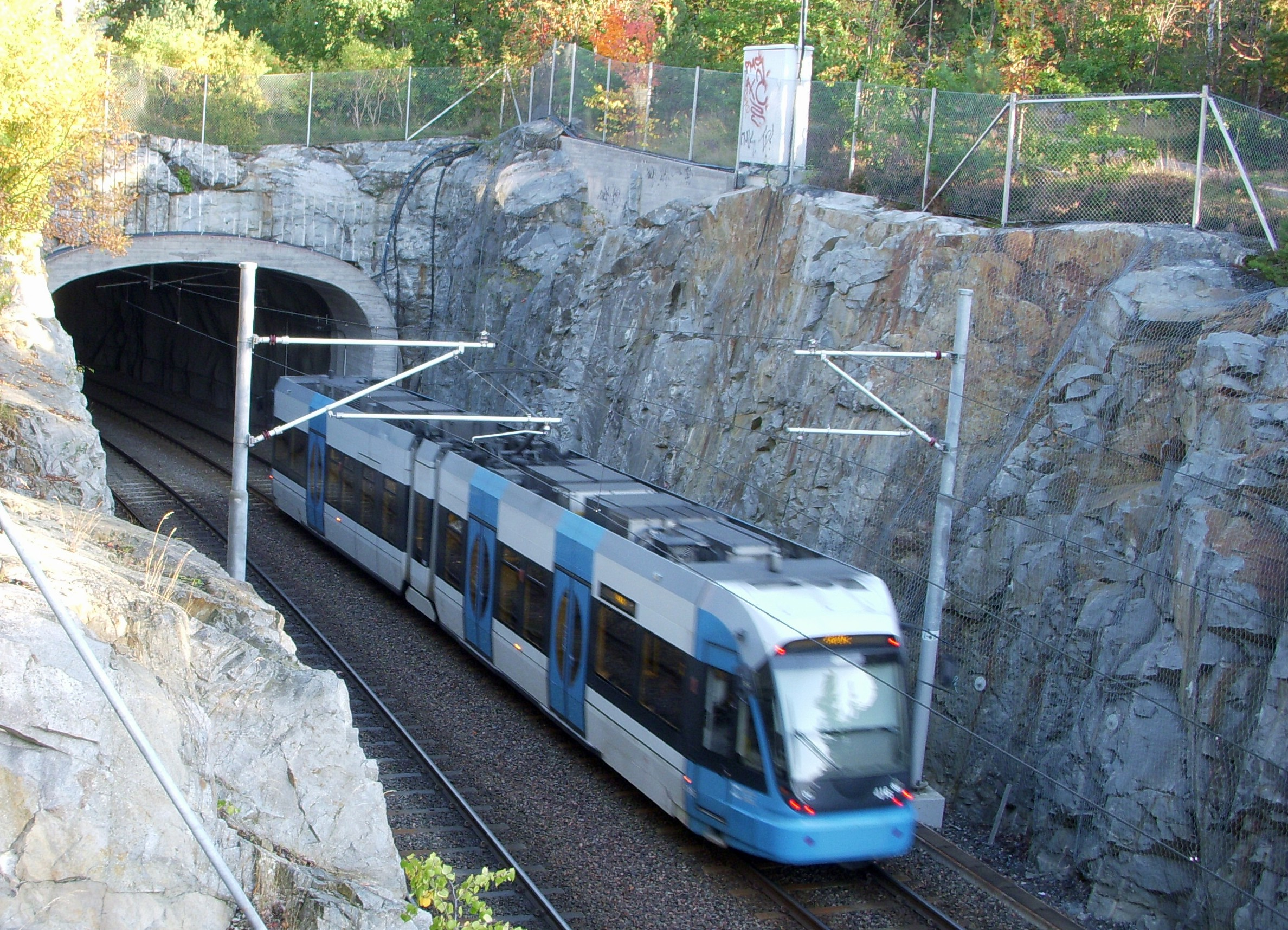
Alviksstrandstunnelns södra tunnelmynning

Alvikstunneln, vars formella namn är Alviksstrandstunneln, är en dubbelspårig spårvägstunnel för Tvärbanan i Västerort inom Stockholms kommun.  Den anlades mellan åren 1996 och 2000, är cirka 250 meter lång och går i berget under Alvik. Den förbinder hållplatserna Alviks strand och Alvik. 